# Allophyes pallida
Allophyes pallida là một loài bướm đêm trong họ Noctuidae.